# Септемврийски кланета
Септемврийските кланета (на френски: Massacres de septembre) са трагичен епизод от Френската революция, когато от 2 до 6 септември 1792 г. революционната тълпа извършва масови убийства на затворници в Париж.
Историците не са постигнали съгласие относно мотивите за това насилие, макар че често като отговорни са сочени Марат, призовавал за безпощадна разправа с „враговете на революцията“ или Дантон, който не прави нищо за да спре насилието. Убийства на затворници са извършвани и на други места, макар и не така масово като в Париж. Тук са убити между 1100 и 1400 души, около половината от общия брой лишени от свобода. Макар целта да е разправа с контрареволюционерите, повечето от жертвите са обикновени престъпници.